# Les Naufragés de l'île de la Tortue
Pour plus de détails, voir Fiche technique et Distribution.
Les Naufragés de l'île de la Tortue est un film français réalisé par Jacques Rozier, tourné en 1974 et sorti en 1976.

## Synopsis
Employé d'une agence de voyages à Paris, Jean-Arthur Bonaventure et son collègue « Gros-Nono » Dupoirier échafaudent un projet inattendu de séjour touristique : « Robinson, démerde toi – 3 000 F, rien compris », c'est-à-dire l'occasion pour chaque client de revivre sur une île déserte l'expérience de Robinson Crusoé. La direction est enthousiaste et très vite, Jean-Arthur, accompagné de « Petit-Nono », le frère de Gros-Nono, s’envole pour les Antilles afin de préparer l’arrivée des premiers vacanciers. Le voyage, guère organisé, tourne bientôt à la déconfiture…

## Fiche technique
Sauf indication contraire, les informations mentionnées dans cette section peuvent être confirmées par la base de données cinématographiques Unifrance,  présente dans la section « Liens externes ».
- Titre original : Les Naufragés de l'île de la Tortue[1]
- Réalisation : Jacques Rozier, assisté de Jérôme Kanapa
- Scénario : Jacques Rozier
- Musique : Naná Vasconcelos 
 Dorival Caymi
- Montage : Jacques Rozier, Françoise Thevenot
- Son : Jean-François Chevalier
- Photographie : Jean-Paul Meurisse (opérateur caméra) et Colin Mounier
- Production : Jacques Poitrenaud, Brigitte Thomasgruel, Jacques Rozier
- Société de production : Callipix, Les Films du Chef Lieu
- Pays de production :  France
- Langue originale : français
- Format : couleur (Eastmancolor) - 1,85:1 - 35 mm - son mono
- Genre : comédie d'aventure
- Durée : 2h18
- Dates de sortie : 
  - France : 6 octobre 1976 (première) ; 7 juillet 2004 (ressortie en salles)
  - Allemagne de l'Ouest : 17 février 1978

## Distribution
- Pierre Richard : Jean-Arthur Bonaventure
- Maurice Risch : Joël Dupoirier, dit « Gros Nono »
- Jacques Villeret : Bernard Dupoirier, dit « Petit Nono »
- Caroline Cartier : Julie
- Dominique Constanza : Josette
- Lise Guicheron : Lisette Benoît
- Tanya Lopert : Yolande
- Bernadette Palas : fiancée de Gros Nono
- Jean-François Balmer : le Grand Patron
- Cléa de Olivierra : la chanteuse
- Danielle Minazzoli : Christine
- André Clétienne : homme-grenouille
- Pierre Barouh : voyageur mécontent
- Patrick Chesnais : Gérard
- Alain Sarde : le chef d'agence
- Naná Vasconcelos : musicien brésilien
- Bernard Dumaine : directeur du personnel
- Maryse Viscard : l'amie de Lisette
- Maranha Fernandez : petite amie du Grand Patron
- Arlette Emmery : une secrétaire
- Sonia Vareuil : la première cliente
- Marcel Lainé : le menuisier

## Production
Pierre Richard s'est battu pour que le film voie le jour, alors que Rozier était plutôt boudé par les producteurs qui lui reprochaient ses méthodes de travail. Le tournage a eu lieu courant 1974 en Guadeloupe et en Dominique pendant huit semaines. Il y eut 50 kilomètres de pellicule que Rozier mit deux ans à monter. Avec une durée de 2 h 18 min, il s'agit de l'un des films français les plus longs des années 1970 : à cette époque, les comédies duraient en moyenne 1 h 30 min.
La sortie du film fut retardée en raison de la faillite de la société de production.